# Statler Hills
Statler Hills är en kulle i Antarktis. Den ligger i Östantarktis. Australien gör anspråk på området. Toppen på Statler Hills är 26 meter över havet.
Terrängen runt Statler Hills är huvudsakligen lite kuperad. Trakten är obefolkad. Det finns inga samhällen i närheten.